# Joachim Werner (Fußballspieler, November 1939)
Joachim Werner (* 7. November 1939) ist ein ehemaliger deutscher Fußballspieler.

## Werdegang
Der Abwehrspieler Joachim Werner begann seine beim SVA Gütersloh und wechselte später zum VfB 03 Bielefeld. Im Sommer 1965 wechselte Werner zum Regionalligisten Arminia Bielefeld, wo er eine Reservistenrolle einnahm. In seinen zwei Jahren in Bielefeld absolvierte er sieben Spiele ohne Torerfolg. Werner wechselte daraufhin zu Westfalia Herne, für die er nur einmal auflief und am Saisonende in die Verbandsliga abstieg.